# 草宏禎
草 宏禎（くさ ひろよし、1999年7月29日 - ）は、東京都出身のサッカー選手。三菱養和SC所属。ポジションはディフェンダー。

## 来歴
横河武蔵野FC u-18を経て、ルイスバーグ大学へスポーツ留学をする。そこではSecond Team All American (全米セカンドチームベスト11)、First Team All East Region (東地域ベスト11)に選ばれた。